# Trung Hy Lạp (vùng)
Trung Hy Lạp (tiếng Hy Lạp: Περιφέρεια Στερεάς Ελλάδας, cũng dịch thành "Hy Lạp đại lục") là một trong 13 vùng của Hy Lạp. Vùng chiếm một nửa phía đông của vùng Trung Hy Lạp, ở phía bắc của Attica và Peloponnese, ở phía đông của Tây Hy Lạp và ở phía nam của Thessaly và Epirus.

## Hành chính
Trung Hy Lạp được thành lập trong đợt cải cách đơn vị hành chính năm 1987. Với kế hoạch Kallikratis vào năm 2010, địa hạt của vùng được định lại và mở rộng. Cùng với Thessaly, nó được quản lý bởi Chính quyền Phân quyền Thessaly và Hy Lạp đại lục đặt tại Larissa. Thủ phủ của vùng đặt tại Lamia, vùng được chia thành  năm đơn vị thuộc vùng (trước-Kallikratis là các quận), Boeotia, Euboea, Evrytania, Phocis và  Phthiotis, và được chia tiếp thành 25 khu tự quản.

## Đô thị
Đô thị lớn nhất của mỗi quận, theo điều tra năm 2001:
|      | Quận          | Thủ phủ   | Diện tích (km²) | Dân số  |
| ---- | ------------- | --------- | --------------- | ------- |
|      | Boeotia       | Livadeia  | 2.952           | 131,085 |
| 1    | Thebes        |           |                 | 21.211  |
| 2    | Livadeia      |           |                 | 20.061  |
| 3    | Orchomenos    |           |                 | 5.780   |
| 4    | Schimatari    |           |                 | 4.726   |
| 5    | Vagia         |           |                 | 4.509   |
| 6    | Aliartos      |           |                 | 4.207   |
| 7    | Arachova      |           |                 | 3.703   |
| 8    | Dilesi        |           |                 | 3.176   |
| 9    | Oinofyta      |           |                 | 3.137   |
| 10   | Plaka Dilesi  |           |                 | 2.973   |
|      | Euboea        | Chalcis   | 4,167           | 215.136 |
| 1    | Chalcis       |           |                 | 53.584  |
| 2    | Nea Artaki    |           |                 | 8.646   |
| 3    | Vasiliko      |           |                 | 6.504   |
| 4    | Psachna       |           |                 | 5,766   |
| 5    | Aliveri       |           |                 | 5.140   |
| 6    | Karystos      |           |                 | 4.960   |
| 7    | Amarynthos    |           |                 | 4.141   |
| 8    | Istiaia       |           |                 | 4.125   |
| 9    | Drosia        |           |                 | 4.007   |
| 10   | Eretria       |           |                 | 3.156   |
|      | Evrytania     | Karpenisi | 1.869           | 32,053  |
| 1    | Karpenisi     |           |                 | 6.592   |
|      | Phocis        | Amfissa   | 2,120           | 48.284  |
| 1    | Amfissa       |           |                 | 6.946   |
| 2    | Itea          |           |                 | 4.666   |
| 3    | Delphi        |           |                 | 2.373   |
| 4    | Desfina       |           |                 | 2.024   |
| 5    | Galaxidi      |           |                 | 1.718   |
| 6    | Polydroso     |           |                 | 1.465   |
| 7    | Kirra         |           |                 | 1.303   |
| 8    | Chrisso       |           |                 | 1.021   |
|      | Phthiotis     | Lamia     | 4,441           | 178.771 |
| 1    | Lamia         |           |                 | 46.406  |
| 2    | Atalanti      |           |                 | 5.949   |
| 3    | Stylida       |           |                 | 5.095   |
| 4    | Malesina      |           |                 | 4.227   |
| 5    | Amfikleia     |           |                 | 3.523   |
| 6    | Molos         |           |                 | 3.203   |
| 7    | Livanates     |           |                 | 3.023   |
| 8    | Martino       |           |                 | 3.005   |
| 9    | Spercheiada   |           |                 | 2.875   |
| 10   | Kato Tithorea |           |                 | 2.770   |
| Tổng | Trung Hy Lạp  | Lamia     | 15.549          | 605.329 |